# Transmigration (Indonésie)
Pour les articles homonymes, voir Transmigration.
En Indonésie, on appelle transmigrasi un programme gouvernemental destiné à déplacer des personnes depuis les régions surpeuplées de Java et, dans une moindre mesure, de Bali et Madura, vers des régions moins peuplées du pays comme le sud-est de Célèbes et la Nouvelle-Guinée occidentale.

## Histoire

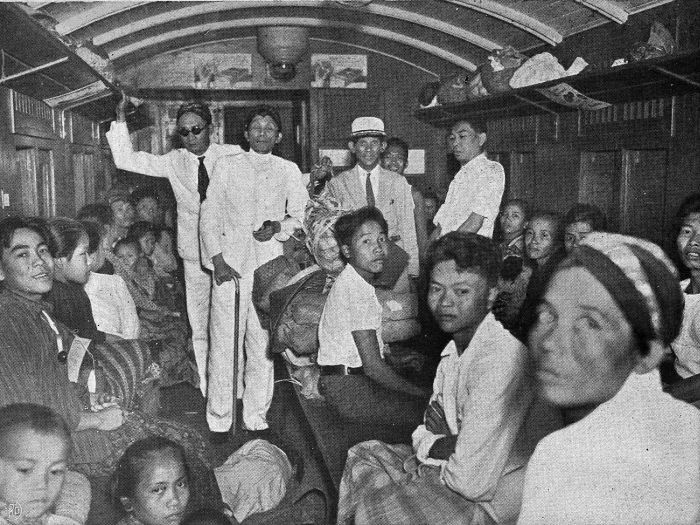
Le regent (préfet) de Blitar avec des transmigrants dans le train en route pour Surakarta (vers 1930).

Les politiques de déplacement de personnes furent inaugurées par le gouvernement colonial des Indes néerlandaises au début du XXe siècle pour réduire la surpopulation de Java et fournir de la main-d’œuvre aux plantations de Sumatra. Ce programme fut réduit dans les dernières années de la période coloniale. Il fut réactivé après l’indépendance en raison de la pénurie alimentaire et les difficultés économiques de la période Soekarno (1945-1965). Entre 1903 et 1990, selon la Banque mondiale, la transmigrasi a déplacé quelque 3,6 millions de personnes.
Sous le régime Soeharto, le programme fut poursuivi et étendu, notamment vers la province de Papouasie (Nouvelle-Guinée occidentale). À son apogée entre 1979 et 1984, quelque 535 000 familles, soit près de 2,5 millions de personnes, migrèrent dans le cadre de la transmigrasi. Celle-ci eut un impact significatif sur la démographie des régions touchées. Ainsi, en 1981, 60 % des 3 millions d’habitants de la province de Lampung dans le sud de Sumatra étaient des transmigrants. En 2002, on estimait à 75 200 le nombre de familles de transmigrants en Irian Jaya, soit environ 375 000 personnes.
Pendant les années 1980, le programme fut financé par la Banque mondiale et la Banque asiatique de développement, ainsi que dans le cadre de programmes d’aide bilatéraux. La Banque mondiale a ainsi soutenu 7 projets du programme de transmigration pour un montant total de 560 millions de dollars.
Ce programme transmigrasi continue en 2019.